# Elecciones generales de Zambia de 2006
Las elecciones generales de Zambia de 2006 se realizaron el 28 de septiembre del mismo año. Se renovó la Asamblea Nacional y el cargo de Presidente de la República, donde Levy Mwanawasa fue candidato a la reelección como presidente en ejercicio, miembro del Movimiento por una Democracia Multipartidaria. También se escogieron los concejales de los gobiernos locales. La victoria del partido oficialista fue contundente, no solo en el gobierno sino en los escaños parlamentarios, logrando 75 de 150 cupos. La participación electoral fue poco más del 70%.

## Campaña electoral
Durante la campaña, el líder del Frente Patriótico de Zambia, Michael Sata, fue muy crítico de la inversión china en Zambia. Una encuesta de opinión en septiembre, dio a Sata una ventaja considerable sobre Mwanawasa, 52% contra 27%, mientras que Hakainde Hichilema obtuvo el tercer lugar con 20%. Un sondeo de otra consultoría dio a Mwanawasa un triunfo con 33% frente a un 24% de Michael Sata.
El expresidente Kenneth Kaunda respaldó la candidatura de Hakainde Hichilema y expresó su desaprobación a la candidatura opositora de Michael Sata. El expresidente Frederick Chiluba instó a la gente a votar por Sata.
Se planteó la posibilidad que Sata fuera suspendido de la candidatura, ya que se alegó que dio una falsa declaración de bienes en el mes de agosto de 2006. Él había afirmado que un exministro de Mwanawasa le debía ZMW$ 100.000.

## Resultados electorales
El ganador se define en Zambia en primera vuelta electoral, el que obtenga al menos un voto más que otro candidato es el presidente electo. La disputa estuvo cerrada, resultados preliminares daban el triunfo a Michael Sata y horas más tarde a Mwanawasa. 
Cuando los partidarios de la oposición se enteraron de que Michael Sata había bajado a la tercera posición, se desataron los disturbios en Lusaka. Con los resultados a partir de 120 de los 150 distritos electorales, la Comisión Electoral sentenció que el presidente Mwanawasa tenía poco más de 42% de los votos, logrando quedarse con el gobierno nuevamente. La policía armada se desplazó rápidamente para dispersar a los manifestantes con gases lacrimógenos y terminaron con varios miembros del Frente Patriótico bajo arresto.
Finalmente la Comisión Electoral entregó los resultados finales el 2 de octubre.

### Presidenciales
|  | 43,0 % |

|  | 29,4 % |

|  | 25,3 % |

|  | 1,6 % |

|  | 0,8 % |

|  | 98.3 % |

|  | 1.7 % |

|  | 100.00 % |

|  | 70.7 % |

### Asamblea Nacional
|  | 49,23 % |

|  | 28,26 % |

|  | 17,03 % |

|  | 1,28 % |

|  | 0,68 % |

|  | 0,51 % |

|  | 0,34 % |

|  | 0,30 % |

|  | 0,21 % |

|  | 0,05 % |

|  | 0,03 % |

|  | 0,03 % |

|  | 0,02 % |

|  | 1,96 % |

|  | 97.33 % |

|  | 2.64 % |

|  | 100.00 % |

|  | 65.37 % |